# Milan (croiseur)
Pour les articles homonymes, voir Milan (homonymie).
Le Milan est un croiseur non protégé de la marine française de la fin du XIXe siècle.
Au moment de son achèvement, il était considéré comme le navire de guerre le plus rapide du monde. Il est le dernier croiseur non protégé du service naval français. Sa conception a influencé la construction des croiseurs protégés suivants.

## Conception
À la fin des années 1870, les officiers supérieurs de la Marine française se rendent compte que les croiseurs et avisos non protégés sont trop lents pour servir d'éclaireurs efficaces pour la flotte de combat principale. Le Conseil des travaux de la Marine française lance une demande pour un nouveau modèle de croiseur intégrant une vitesse de pointe élevée et un armement composé uniquement de torpilles Whitehead récemment développées. Le nouveau navire ne doit avoir ni voiles, ni canons, ni bélier. Le déplacement est limité à environ 2 032 t. L'ingénieur naval français Louis-Émile Bertin a conçu et proposé un tel navire dès 1875 et le Conseil examine son avant-projet lors d'une séance du 3 février 1880. Il demande des précisions le 8 juin, notamment concernant les machines de propulsion et le lance-torpilles rotatif suggéré par Bertin.
Bien qu'ils ne soient pas convaincus que la conception de Bertin puisse être pratique, ils approuvent le navire le 24 mai 1881 et le nouveau bâtiment est désigné comme « éclaireur d'escadre » ; le Conseil souhaite que le nouveau navire serve principalement de navire d'essai peu coûteux pour évaluer de nouvelles technologies qui, en cas de succès, puissent également être utilisées comme éclaireur de flotte à grande vitesse. Les tests avec le lance-torpilles rotatif ne sont pas concluants et il est abandonné. A la place, une paire de tubes lance-torpilles individuels sont ajoutés à la conception, bien que leur emplacement et leur configuration soient inconnus. L'armement des canons est révisé à plusieurs reprises entre l'acceptation de la conception et le début de la construction du navire avant que l'armement final ne soit sélectionné le 19 juin 1882, trois mois après le début des travaux sur le navire. Le 19 septembre 1883, les tubes lance-torpilles sont retirés du navire et il entre en service en 1886, armé uniquement de canons, malgré l'intention initiale de Bertin.
Le Milan s'avère être une conception assez réussie, devenant ce que l'amiral Théophile Aube, ministre français de la Marine en 1886, considère comme le petit croiseur idéal. Il commande six autres navires, mais ceux-ci sont transformés en croiseurs protégés des classes Forbin et Troude,.

## Caractéristiques

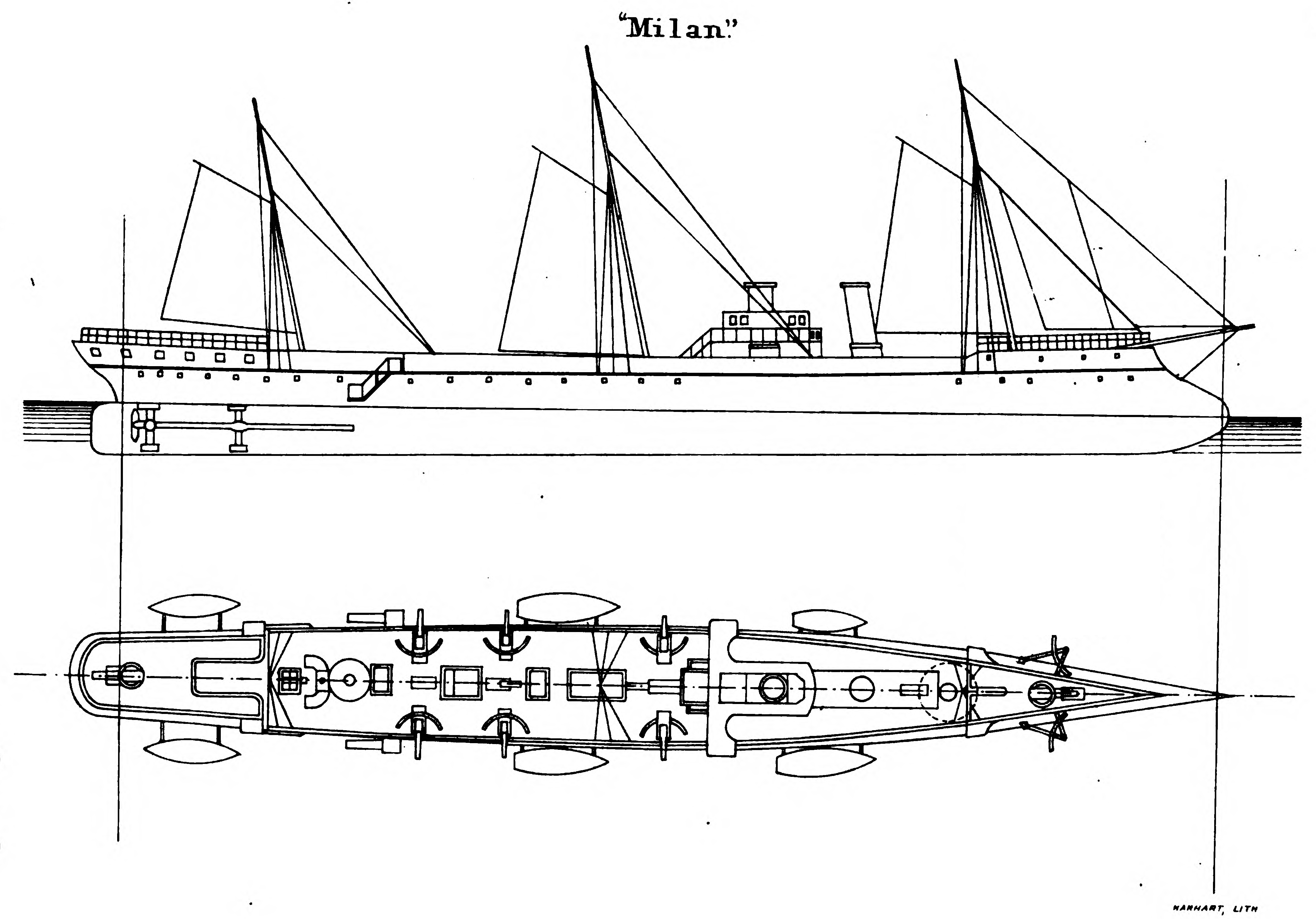
Plan du Milan.

Le Milan mesure 92,44 m de long à la ligne de flottaison, avec une largeur de 10,04 m et un tirant d'eau moyen de 4 m. À l'arrière, son tirant d'eau est passé à 4,77 m. Il déplace normalement 1 672,3 t. Sa coque présente un arc de charrue prononcé et des châteaux avant et arrière courts. Elle est construite en acier et a une poupe en surplomb. Le navire n'a aucune protection blindée. Son équipage est composé à l'origine de 150 officiers et hommes de troupe, puis passe à 191 en 1891, à mesure que des canons supplémentaires sont ajoutés,.
Le navire est propulsé par une paire de moteurs à vapeur composés horizontaux, chacun entraînant une hélice à vis. La vapeur est fournie par douze chaudières Belleville à tubes d'eau au charbon qui sont acheminées vers deux entonnoirs inclinés situés au milieu du navire. Les chaudières à tubes d'eau sont de développement récent et permettent au navire de monter en vapeur et d'accélérer beaucoup plus rapidement que les anciennes chaudières à tubes de fumée. Les chaudières ont été placées sur la ligne médiane au milieu du navire et les soutes à charbon ont été disposées au-dessus d'elles, permettant au charbon d'être alimenté par gravité, réduisant considérablement le travail d'alimentation requis. Pour compléter ses moteurs à vapeur, le navire est équipé d'un gréement de goélette à trois mâts avant et arrière.
La centrale électrique est censée produire 3 880 chevaux, mais lors d'essais de vitesse en 1885 utilisant un tirage forcé, elle atteint 3 916 chevaux pour une vitesse de pointe de 18,47 nœuds ; la revue contemporaine The Mechanical Engineer note que le navire est « considéré comme le navire de guerre le plus rapide à flot ». Le Milan souffre néanmoins de vibrations excessives lors de la navigation à grande vitesse. Le stockage de charbon s'élève à 308,7 t, ce qui offre un rayon de croisière de 5 000 milles marins à une vitesse économique de 10 nœuds. Le navire est capable de transporter du charbon supplémentaire, ce qui lui permet de parcourir 6 100 milles marins.
Le navire est initialement armé d'une batterie principale de cinq canons de 100 mm transportés dans des supports pivotants individuels. Un canon est placé sur le gaillard d'avant, un autre sur le château arrière, deux sur le pont supérieur à tribord et le dernier sur le pont à bâbord. Les canons de l'avant et de l'arrière sont équipés de boucliers, mais pas les canons du milieu du navire. Pour la défense à courte portée contre les torpilleurs, il transporte huit canons revolver Hotchkiss de 37 mm de une livre, tous dans des supports blindés individuels ainsi qu'un seul canon de campagne M1881 de 65 mm qui peut être envoyé à terre avec une équipe de débarquement.

## Histoire
Le Milan est commandé en 1881 et inscrit sur la liste de la marine en janvier 1882. Il est déposé aux Ateliers et chantiers de la Loire à Saint-Nazaire le 21 mars 1882 et lancé le 25 mai 1884. Il est mis en service et commence des essais en mer en février 1885 en tant que premier croiseur en acier du pays. Les premiers tests ont lieu au large de Brest et durent du 12 mars au 6 août. Deux jours plus tard, il est placé en pleine commission pour le service actif,,. Le 11 août, il part pour Toulon où il arrive six jours plus tard. Il y rejoint l'Escadre d'évolutions le 19 janvier 1886 qui est composé des navires de l' escadron méditerranéen effectuant chaque année des exercices d'entraînement de routine,. Le navire participe aux manœuvres annuelles de la flotte qui se déroulent au large de Toulon du 10 au 17 mai. Il est attaché aux cuirassés de la Première Division pendant toute la durée des manœuvres.
En mai 1887, le Milan participe à des exercices d'escorte de convois ; l'armée française conserve des forces importantes en Afrique française du Nord, et ces unités doivent être rapatriées en Europe en cas de conflit majeur. Le navire est chargé d'escorter en simulation un convoi de quatre navires de troupes et de quatre cuirassés, le croiseur non protégé Hirondelle, le croiseur torpilleur Condor et les torpilleurs Balny et Déroulède. Un escadron de croiseurs et de torpilleurs est chargé d'intercepter le convoi. Le convoi profite du mauvais temps pour effectuer le passage, car la mer agitée empêche les torpilleurs de prendre la mer. Le Milan reste avec l'unité jusqu'en 1889. Il participe aux manœuvres annuelles de la flotte en compagnie de neuf cuirassés, trois croiseurs et plusieurs embarcations plus petites. Les exercices durent du 30 juin au 6 juillet et comprennent des simulations d'attaques sur la côte méditerranéenne française.
Des manœuvres conjointes ont lieu en 1890 avec la flotte combinée de la Méditerranée et l'escadron du Nord. Les navires de la Flotte Méditerranéenne arrivent à Brest le 2 juillet et commencent les manœuvres quatre jours plus tard ; les exercices se terminent le 25 juillet. Le Milan est rattaché à la Quatrième Division du Deuxième Escadron pour les manœuvres, avec les cuirassés Bayard, Duguesclin et Vauban, le croiseur non protégé Rigault de Genouilly, la canonnière torpilleur Couleuvrine et deux torpilleurs. Au cours des exercices, le 17 juillet, la canonnière lance-torpilles Dague tombe en panne et le Milan doit la remorquer jusqu'au port. Plus tard dans la journée, le Milan heurte un rocher inexploré à l'extérieur de Brest, qui creuse un trou de 0,91 sur 2,13 m dans la coque. Le trou est temporairement colmaté en trois jours pour permettre au navire de participer aux derniers jours d'opérations. Il est ensuite emmené au chantier naval FCM à La Seyne-sur-Mer pour des réparations et des modifications qui durent de 1890 à 1893. Il est remis en service pour des essais en mer le 1er juillet 1892, mais d'autres travaux sont menés jusqu'en 1893. Le navire est remis en service complet le 5 avril.
En 1893, le Milan est remplacé en première ligne par des croiseurs protégés inspirés par sa conception, des classes Forbin et Troude, et est placé en réserve. Il est réactivé la même année pour participer aux manœuvres annuelles de la flotte dans le cadre de l'escadron de réserve. Les exercices se déroulent en deux phases, la première du 1er au 10 juillet et la seconde du 17 au 28 juillet. Il reste avec l'escadron de réserve jusqu'en 1894 ; l'unité n'est maintenue en service qu'une partie de l'année à des fins de formation. À cette époque, l'unité se compose de six cuirassés, des croiseurs protégés Forbin, Condor et de quarante-huit torpilleurs de différentes tailles. Le Milan est retenu dans l'unité en 1895, date à laquelle la composition de l'escadron est modifiée à cinq cuirassés, deux croiseurs protégés, deux croiseurs torpilleurs et trois canonnières torpilleuses. Il participe aux manœuvres de la flotte cette année-là, qui durent du 1er au 27 juillet.
Le Milan continue à servir dans l'escadron de réserve en 1896, date à laquelle l'unité comprend également quatre cuirassés, trois croiseurs protégés et deux croiseurs torpilleurs. Les navires de l'escadron ne sont entièrement équipés que pour les manœuvres annuelles de la flotte ; autrement, ils ne gardent que la moitié aux deux tiers de leurs équipages pour le reste de l'année. L'unité est basée à Toulon, avec l'Escadron d'Active. Le Milan prend part aux manœuvres annuelles avec l'escadron de réserve, aux côtés des croiseurs protégés Lalande, Amiral Cécille et Sfax et du croiseur torpilleur Léger. Les manœuvres de cette année-là se déroulent du 6 au 30 juillet et l'escadron de réserve sert d'ennemi simulé. Le Milan reste dans l'unité pendant l'année 1897, participant aux exercices de la flotte en juillet dans le cadre de l'unité « ennemie ». Les manœuvres durent du 7 au 30 juillet et comprennent des manœuvres de nuit, la défense de la flotte contre des torpilleurs et une bataille simulée entre des escadrons de cuirassés. L'escadron de réserve est réduit en taille en 1898, ne comprenant que trois cuirassés, le croiseur blindé Chanzy et le Léger en plus du Milan. Il participe aux manœuvres du 5 au 25 juillet.
Le Milan est de nouveau mis hors service le 1er janvier 1900 pour une autre révision qui dure jusqu'en 1901 ; il est remis en service le 15 décembre, mais n'est plus en service actif. Il est finalement mis hors service le 1er juin 1907. Dernier croiseur non protégé de l'inventaire de la marine, le Milan est radié du registre naval le 8 avril 1908 et ensuite utilisé comme navire-école pour le personnel de la salle des machines. Il est remplacé par le croiseur protégé Chasseloup-Laubat en décembre 1910, puis vendu le 1er août 1911 à M. Bénédic et démoli à La Seyne,.